# Станція мілкого закладення

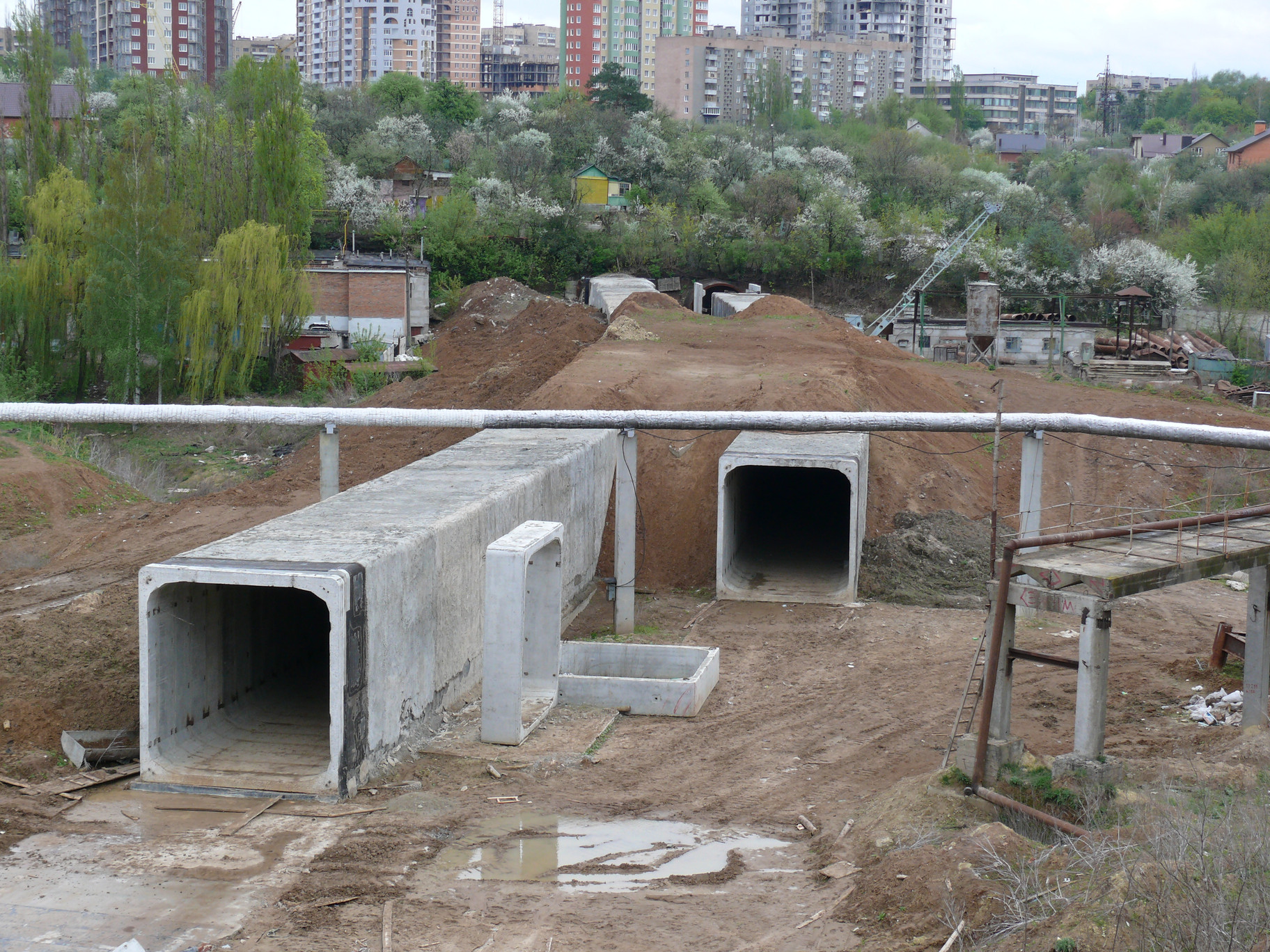
Будівництво відкритим способом Олексіївської лінії в Олексіївській балці між існуючою станцією «23 серпня» і споруджуваною станцією «Олексіївська». Вигляд з Олексіївки в бік Павлова Поля. Тунелі не з'єднані. Праворуч обірваний пішохідний місток через балку

Станція мілкого закладення — узагальнювальна назва кількох типів підземних станцій метрополітену, характерною рисою яких є мінімальна глибина закладення, безпосередньо нижче точки промерзання ґрунту.
Будівництво станцій мілкого закладення здебільшого ведеться у відкритому котловані, закріпленому розстрілами, за допомогою типових конструкцій зі збірного або монолітного залізобетону.
Типова станція мілкого закладення зазвичай має два, рідше — один вестибюль, з'єднаний з платформою станції сходами, а якщо перепад висот перевищує 5 метрів, встановлюється також ескалатор на підйом (при перепаді більше 7-ми метрів — і підйом, і спуск здійснюється ескалаторами).

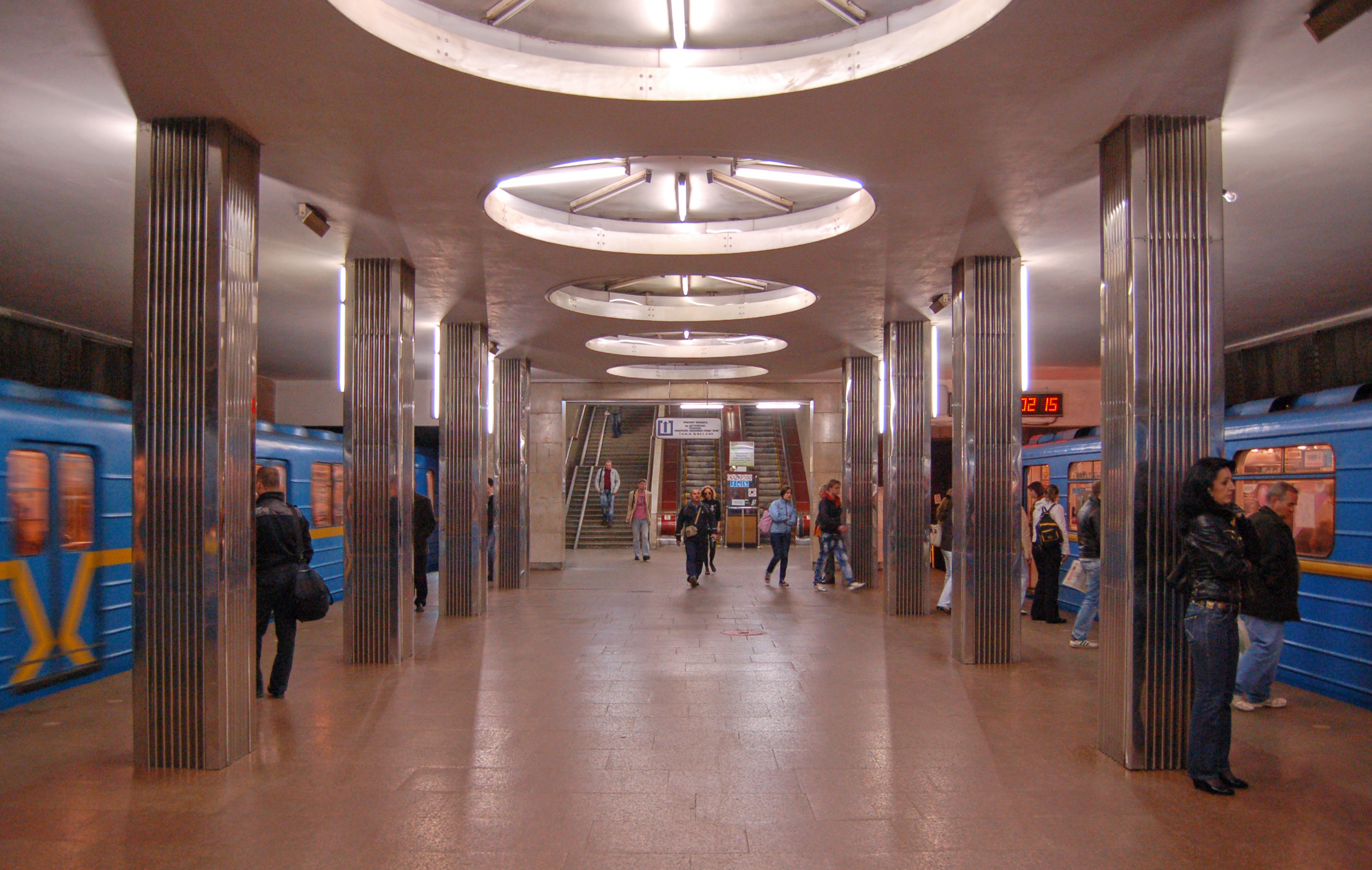
Станція «Берестейська» Київського метрополітену

Можна виокремити такі типи станцій мілкого закладення:
- Односклепінні
- Колонні трипрогонні
- Колонні двопрогонні
- Однопрогонні